# Ritratto di Vespasiano Gonzaga
Il Ritratto di Vespasiano Gonzaga è un dipinto a olio su tavola (117x91,5 cm) di Bernardino Campi, databile al 1559 e conservato a Como nella Pinacoteca di palazzo Volpi.
Il dipinto era stato inizialmente attribuito al pittore fiammingo Antonio Moro.

## Storia
Il personaggio a capo scoperto e in armatura è Vespasiano Gonzaga (1531-1591) in età giovanile, nobile italiano e duca di Sabbioneta. Era figlio di Luigi Gonzaga "Rodomonte" (1500-1532) e di Isabella Colonna.